# Хромати

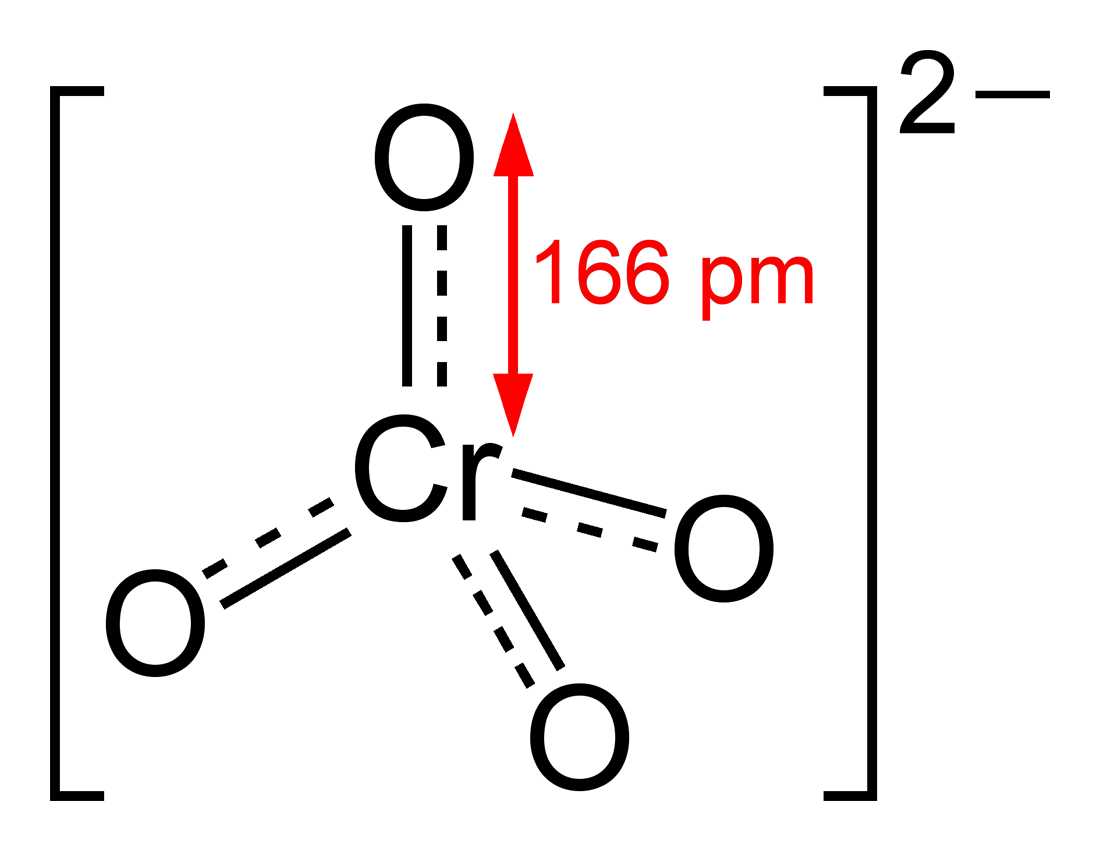
Структура хромат-іона

Хрома́ти, хрома́ти(VI) — неорганічні сполуки, солі хроматної (хромової) кислоти з аніоном CrO42-. Майже усі сполуки цього ряду мають жовте забарвлення.

## Поширення у природі

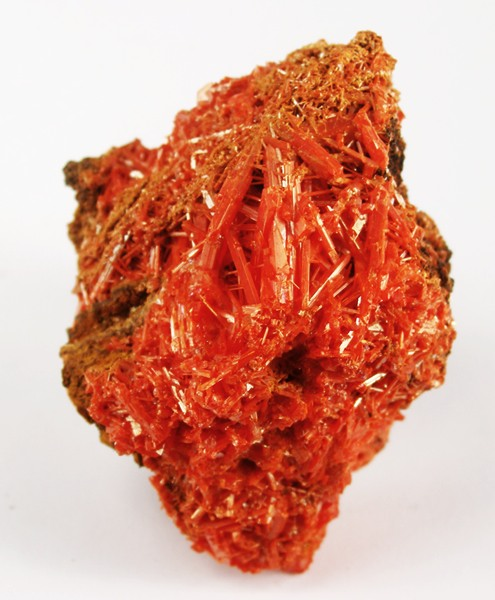
Мінерал крокоїт

До хроматів, розповсюджених у природі, відносяться мінерали крокоїт PbCrO4, хроматит CaCrO4.

## Фізичні властивості

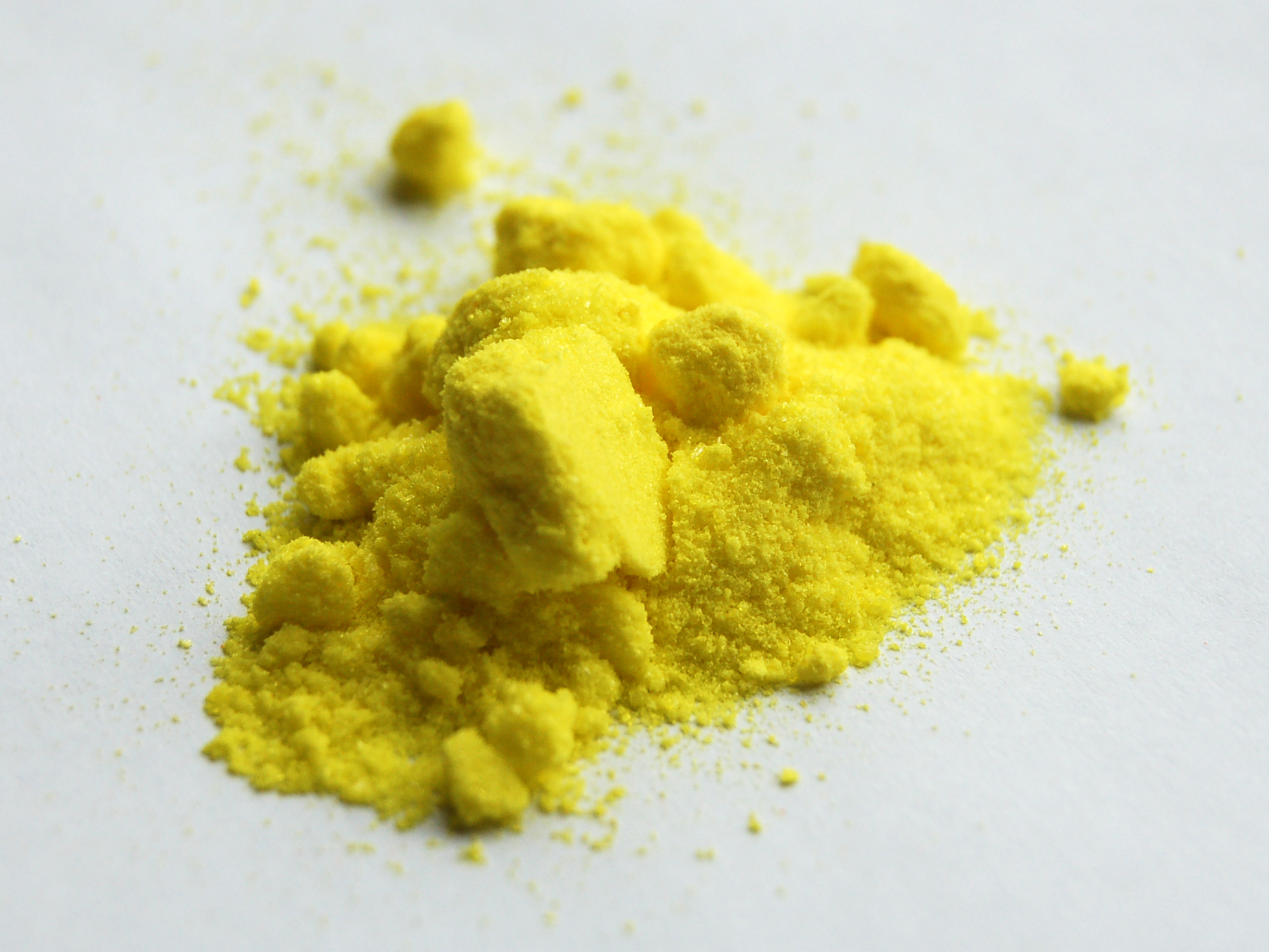
Хромат калію

Хромати являють собою токсичні, слабко парамагнітні жовті кристали. Хромати лужних металів легко розчиняються у воді. Розчинність лужноземельних хроматів суттєво зменшується у напрямку від магнію до барію.

## Хімічні властивості
Між хромат- та дихромат-аніонами існує рівновага, яка може бути зрушена у будь-який бік під дією кислот, основ або розчинів деяких солей (наприклад, BaCl2·2H2O, Bi(NO3)3·5H2O, AgNO3).
{\displaystyle \mathrm {2CrO_{4}^{2-}+2H^{+}\leftrightarrow Cr_{2}O_{7}^{2-}+H_{2}O} }
{\displaystyle \mathrm {Cr_{2}O_{7}^{2-}+2OH^{-}\leftrightarrow {}2CrO_{4}^{2-}+H_{2}O} }
При сильному нагріванні хромати важких металів розкладаються з утворенням оксиду Cr2O3.